# Imerio Cima
Imerio Cima (Brescia, 29 ottobre 1997) è un ex ciclista su strada e pistard italiano, professionista dal 2018 al 2021.

## Carriera
Nato nel 1997 a Brescia, è fratello di Damiano Cima, anche lui ciclista professionista e suo compagno di squadra sia alla Nippo sia alla Gazprom.
Cresciuto nella Feralpi Monteclarense di Lonato del Garda, a livello juniores ottiene risultati principalmente su pista, diventando campione italiano nell'inseguimento a squadre Juniores nel 2014, con Giacomo Garavaglia, Matteo Moschetti e Giovanni Pedretti, e nel 2015, con Stefano Baffi, Nicolò Brescianini, Stefano Moro e Stefano Oldani e vincendo il tricolore anche nella velocità a squadre Juniores nel 2015 con Mattia Geroli e Stefano Moro. Si distingue anche a livello internazionale, vincendo nel 2015 la medaglia di bronzo nell'americana, insieme a Carloalberto Giordani, ai Campionati del mondo juniors di Astana.
Da Under-23 ottiene diversi successi, in particolare nel 2017, con la maglia della Viris Maserati, il Trofeo Città di Castelfidardo e il Circuito del Porto-Trofeo Internazionale Arvedi (quest'ultimo valido per il calendario Europe Tour). Nello stesso 2017 è convocato in Nazionale su strada per gli Europei di Herning, piazzandosi settimo nella gara in linea Under-23, e in Nazionale su pista per gli Europei Juniores e Under-23 di Sangalhos, terminando ottavo nell'inseguimento a squadre.
Nel 2018, a 21 anni, passa professionista con la Nippo-Vini Fantini, con la quale conquista sia nel 2018 sia nel 2019 la classifica giovani al Tour of Taihu Lake. Nel 2020 si trasferisce alla squadra italo-russa Gazprom-RusVelo; in stagione partecipa alla Milano-Sanremo, tenutasi eccezionalmente ad agosto, ed è settimo alla Parigi-Chauny. Si ritira dall'attività nel marzo 2022, dopo essere rimasto svincolato dalla Gazprom-RusVelo a fine 2021 dopo due stagioni in squadra, la seconda delle quali (il 2021) lontana dalle corse a causa di un incidente stradale.

## Palmarès

### Strada
- 2014 (Juniores)[7]

Coppa Dondeo
Memorial Amici del Ciclismo
- 2015 (Juniores)[8]

Gran Premio di Primavera - Castel d'Azzano
Trofeo Caduti e Dispersi Comune di Passirano
- 2016 (Viris Maserati-Sisal Matchpoint under-23)[9]

Coppa 1º Maggio - Stagno Lombardo
Circuito Guazzorese
- 2017 (Viris Maserati-Sisal Matchpoint under-23)[2]

Circuito del Porto-Trofeo Internazionale Arvedi
Coppa Comune di Livraga
G.P. Sannazzaro de' Burgondi
Trofeo Città di Castelfidardo

#### Altri successi
- 2018 (Nippo)

Classifica giovani Tour of Taihu Lake
- 2019 (Nippo)

Classifica giovani Tour of Taihu Lake

#### Pista
- 2014 (juniores)

Campionati italiani, Inseguimento a squadre Juniores
- 2015 (juniores)

Campionati italiani, Inseguimento a squadre Juniores
Campionati italiani, Velocità a squadre Juniores

## Piazzamenti

### Classiche monumento
- Milano-Sanremo

2020: 114º

### Competizioni mondiali
- Campionati del mondo su pista

Astana 2015 - Americana Juniors: 3º

### Competizioni europee
- Campionati europei su strada

Herning 2017 - In linea Under-23: 7º
- Campionati europei su pista

Sangalhos 2017 - Inseguimento a squadre Under-23: 8º